# بهمن‌آباد (اسلام‌شهر)
بهمن‌آباد، روستایی از توابع بخش مرکزی شهرستان اسلامشهر در استان تهران است.

## جمعیت
این روستا در احمدآباد مستوفی قرار دارد و براساس سرشماری مرکز آمار ایران در سال ۱۳۸۵، جمعیت آن ۱۸۹ نفر (۴۴خانوار) بوده‌است.